# Juloratoriet (musik)
Juloratoriet (Weihnachtsoratorium BWV 248) är ett oratorium av Johann Sebastian Bach skrivet för sångsolister (SATB), blandad kör och orkester. Oratoriet är uppdelat i sex kantater ämnade att sjungas på de tre första dagarna i jul, nyårsdagen, söndagen efter nyår och trettondedagen. Verket skrevs för julen 1734-35 när Bach var kantor i Thomaskyrkan i Leipzig.
Nuförtiden framförs verket oftast i sin helhet eller uppdelat i två eller tre delar.